# 수하일 샤힌

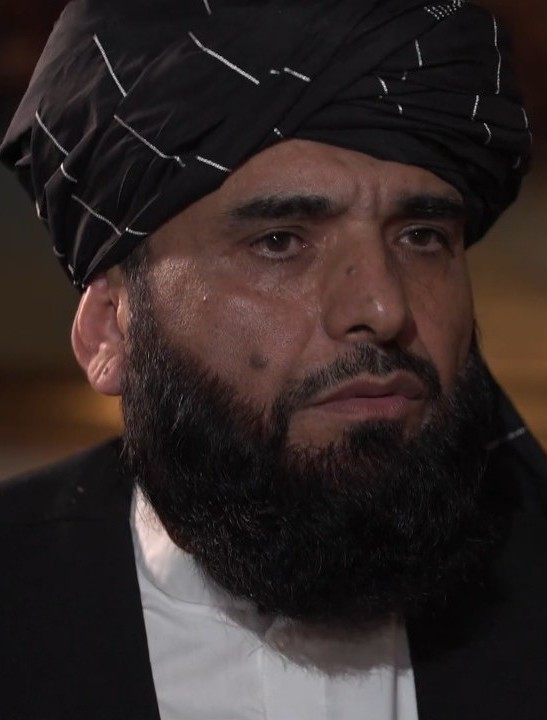
무함마드 수하일 샤힌

무함마드 수하일 샤힌(파슈토어/다리어 : محمد سهیل شاهین , 파슈토어 발음: [mʊˈhamad sʊˈhel ʃaˈhin], 페르시아어 발음: [mʊˈhammad sʊˈheːl ʃaˈhiːn] )은 아프가니스탄 외교관이자 정치인으로, 현재 탈레반 카타르 대표부에서 탈레반 공식 대변인으로 활동하고 있다. 수하일은 파키스탄 주재 아프가니스탄 대사관 부대사에 임명되기 전, 첫 아프가니스탄 이슬람 토후국 (1996년~2001년) 치하에서 국영 아프가니스탄 신문인 카불 타임스의 영어판을 편집했다.
2021년 9월 20일, 탈레반이 이끄는 아프가니스탄 이슬람 토후국 정부가 샤힌을 국제 연합 주재 아프가니스탄 공식 대사에 지명했다. 하지만, 국제 연합 자격심사 위원회가 수하일의 임명을 수락하지 않는 한 축출된 아프가니스탄 이슬람 공화국 정부의 대사 굴람 이사크자이 (Ghulam Isaczai)가 국제 연합에서 아프가니스탄 공식 대표 자리를 유지한다.

## 어린 시절

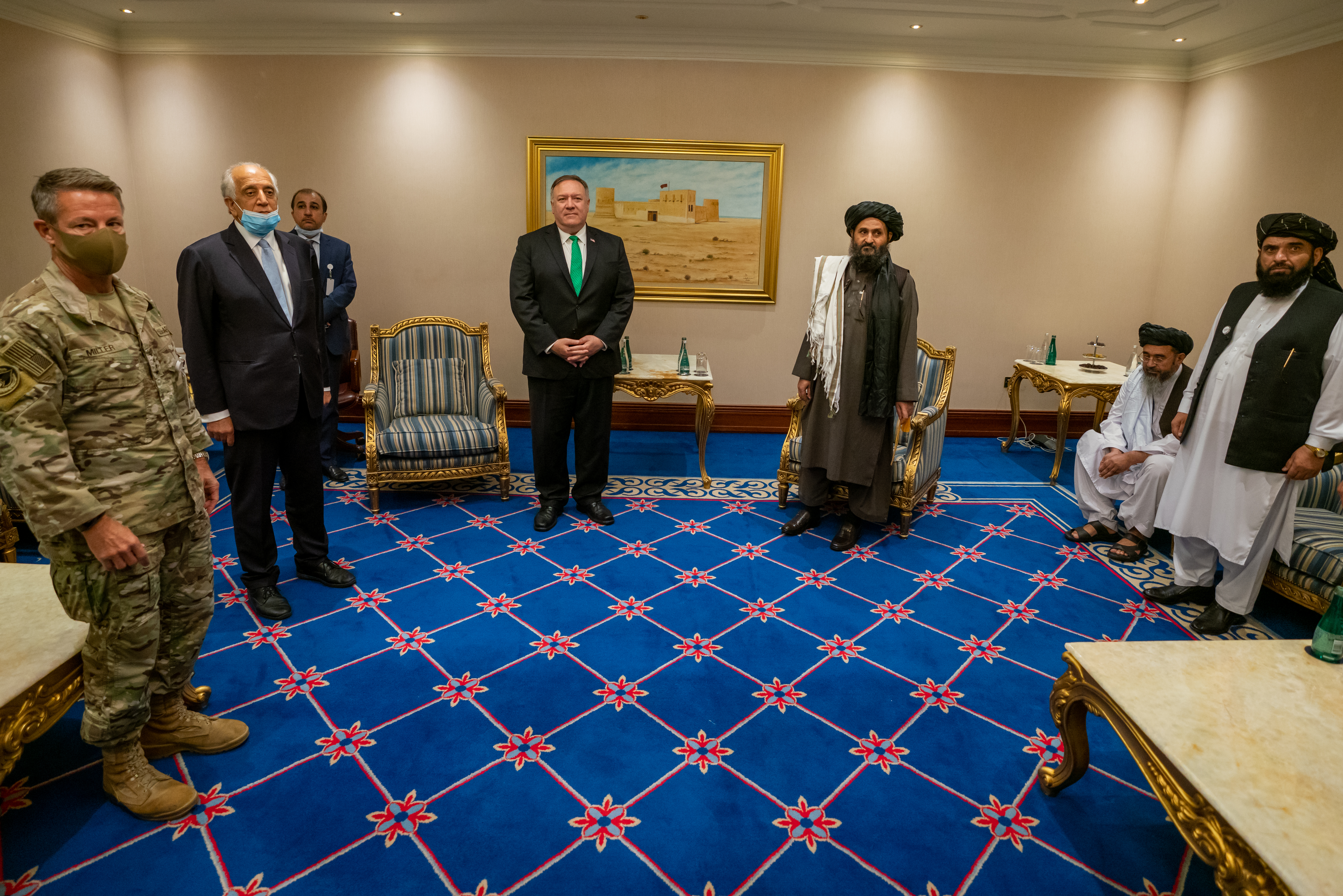
수하일 샤힌 (맨 오른쪽) 미국 대표 잘메이 할릴자드 (왼쪽에서 2번째), 국무장관 마이크 폼페오 (왼쪽에서 4번째), 압둘 가니 바라 다르, 압둘 하킴 이샤크자이 (왼쪽에서 5번째, 6번째)

수하일은 아프가니스탄 팍티아주에서 태어났다. 파키스탄에서 교육을 받았으며, 영어, 우르두어, 모국어 파슈토어에 능통하다. 이슬라마바드 국제 이슬람 대학교와 카불 대학교에서 공부했다.

## 경력
탈레반의 첫 이슬람 토후국 (1996년~2001년) 치하에서 수하일은 파키스탄 주재 아프가니스탄 대사관에서 아프가니스탄 부대사로 일했다. 탈레반의 반란 후반기(2013년~2021년) 동안에는 카타르 도하의 탈레반 대표부에서 탈레반의 공식 대변인 가운데 한 명으로 일했고, 그곳에서 국제 미디어 채널과 많은 인터뷰를 했다.
탈레반이 아프가니스탄을 완전히 장악한 지 한 달 후인 2021년 9월 20일, 아프가니스탄 탈레반 정부는 수하일을 국제 연합 주재 아프가니스탄 대사에 지명했다.
2021년 10월 샤힌은 "우리는 자립하여 다에시 (테러 조직 이슬람국가의 아랍어식 명칭)와 싸울 수 있다"고 말하며, 이슬람 국가-호라산주와 싸움에서 미국의 도움을 거부했다.

## 같이 보기
- 나임 와르다크